# 德拉甘·科瓦契奇
德拉甘·科瓦契奇（1939年10月5日—1999年2月11日），克罗地亚男子篮球运动员。他曾代表南斯拉夫国家队参加1964年夏季奥林匹克运动会篮球比赛，获得第七名。